# Mitsubishi Electric
La Mitsubishi Electric Corporation (三菱電機株式会社 Mitsubishi Denki kabushikigaisha) (Borsa di Tokyo: 6503 ) è una compagnia giapponese con sede a Tokyo, nel Tokyo Building. Qualche volta il nome della società è abbreviato anche con la sigla MELCO (Mitsubishi ELectric COrporation). Produce materiale elettrico, elettronico ed architettonico, ed è uno dei maggiori produttori di pannelli fotovoltaici oltre che impianti di aria condizionata, motori elettrici, pompe, semiconduttori. La società è stata fondata il 15 gennaio 1921.
La sede statunitense si trova presso Cypress (California).

## Storia
Viene considerata una divisione di Mitsubishi Heavy Industries, sempre facente parte del gruppo Mitsubishi. Crescendo nel corso degli anni è diventata una delle maggiori aziende produttrici di componenti elettronici di diverso genere.
L'azienda ha detenuto il record dell'ascensore più veloce del mondo (45 km/h) dal 1993 al 2004, nel Yokohama Landmark Tower di proprietà sempre del gruppo Mitsubishi. Record in seguito superato da Taipei 101 (60,6 km/h) e in seguito anche da Burj Khalifa.
Nel 2015 Mitsubishi Electric ha acquisito l'azienda italiana DeLclima, che produce sistemi HVAC e HPAC. A marzo 2016 l'azienda è stata rinominata in Mitsubishi Electric Hydronics and IT Cooling.
Mitsubishi Electric è un'azienda molto innovativa considerata anche fra i leader mondiali nel settore della climatizzazione, nel 2021 l'Organizzazione mondiale per la proprietà intellettuale ha classificato l'azienda come terza al mondo.
L'azienda ha recentemente investito in nuovi stabilimenti produttivi per soddisfare la crescita di domanda nel mercato dei condizionatori d'aria e compressori. In particolare a luglio 2021 è stato annunciato un nuovo stabilimento in Turchia, operativo dal 2022 e a gennaio 2023 l'annuncio di un nuovo stabilimento in India, che sarà operativo a fine 2025.